# 昭和女子大学短期大学部
昭和女子大学短期大学部（日语：／ Shōwa joshi daigaku Tanki Daigakubu *），简称昭女短，是一所位于日本 东京都世田谷区的私立短期大学。2014年廢校。

## 概要

### 简介
- 短期大学为于1950年开办[1]、由学校法人昭和女子大学经营。招生到2012年招収只女学生从开办[2]。

### 历史
- 1950年 昭和女子大学短期大学部成立并同时设置两个学科、以下列举[3]。
  - 日文科
  - 英文科
- 1951年 家政科成立于第一部。两个学科成立于第二部、以下列举[3]。
  - 日文科
  - 英文科
  - 家政科
- 1955年 食物科成立。家政科改编为服装科[注 12]（第一部・第二部）、再次改编为家政科于1962年[3]。
- 1958年 初等教育科成立[3]。
- 1970年  四个学科改名为、以下列举[3]。
  - 日文科→日本文学科
  - 英文科→英文学科
  - 家政科→家政学科
  - 食物科→食物学科。
- 1986年 五个专攻成立于专科、以下列举[4]。
  - 日本文学专攻
  - 英文学专攻
  - 家政学专攻
  - 食物学专攻：停办于2011年。
  - 初等教育学专攻：停办于2009年。
- 1987年 五个学科改名为、以下列举[3]。
  - 日本文学科→日本语日本文学科
  - 英文学科→英语英文学科
  - 家政学科→生活文化学科
  - 食物学科→食物科学科（以后招生到2008年、正式停办于2011年）
  - 初等教育科→初等教育学科（改名为儿童教育学科[注 6]于2006年、以后招生到2007年、正式停办于2010年）[3]
- 四个专科改名为、以下列举[4]。
  - 日本文学专攻→日语日本文学专攻
  - 英文学专攻→英语英文学专攻
  - 家政学专攻→生活文化学专攻
  - 食物学专攻→食物科学专攻。
- 2001年 人类教育学专攻成立于专科（停办于2009年）[4]。
- 2002年 两个学科招生最后（全部正式停办于2004年）、以下列举[3]。
  - 日语日本文学科
    - 第一部
    - 第二部

  - 英语英文学科
    - 第一部
    - 第二部
- 2003年 以上两个学科合并为人类文化学科分离为两个课程（但各自招生到于2005年）、以下列举[3]。
  - 第一部：正式停办于2009年3月31日。
  - 第二部 ：正式停办于2009年9月30日。
- 同年 保育学专攻成立于专科（停办于2009年）[4]。
- 2005年 两个学科招生最后、以下列举。
  - 人类文化学科
    - 第一部：正式停办于2009年3月31日。
    - 第二部 ：正式停办于2009年9月30日。

  - 生活文化学科
    - 第一部：正式停办于2007年9月30日。
    - 第二部 ：正式停办于2008年6月30日。
- 2012年  短期大学招生最后、次年停止招生。

### 宪章
- 请参看昭和女子大学短期大学部的标志 （页面存档备份，存于） （日語） 2014年2月23日阅览。

## 学校环境
- 校区：在东京都世田谷区

## 历任校长
- 玉井幸助：第一代短期大学校长[1]
- 坂东真理子：现在短期大学校长[5]

## 组织

### 学科
- 文化创造学科

#### 前学科
- 日语日文学科[注 1]
  - 第一部[注 1][注 2]
  - 第二部 [注 1][注 3]
- 英语英文学科[注 1]
  - 第一部[注 1][注 2]
  - 第二部 [注 1][注 3]
- 生活文化学科[注 4]
  - 第一部[注 4]
  - 第二部 [注 4]
- 食物科学科[注 9]
- 儿童教育学科[注 6][注 7]

### 专科
- 日本语日本文学专攻[注 8]
- 英语英文学专攻[注 8]
- 生活文化学专攻[注 8]
- 食物科学专攻[注 9]
- 初等教育学专攻[注 10]
- 人类教育学专攻[注 11]
- 保育学专攻[注 10]

### 业余课程
- 没有

## 知名校友
- 冈本广美：女演员
- 相泽尚子：女演员
- 稻田容子：女射击运动员
- 木户いづみ：女时装模特儿
- 冈本麻里：女演员